# Drepanocladus hamifolius
Drepanocladus hamifolius là một loài Rêu trong họ Amblystegiaceae. Loài này được (Schimp.) G. Roth mô tả khoa học đầu tiên năm 1904.